# Ghost in the Shell
Ghost in the Shell (japonès: 攻殻機動隊, hepburn: Kōkaku Kidōtai, lit. ‘policia armada antiavalots’) és una franquícia multimèdia japonesa que es compon de manga, pel·lícules d'animació, sèries d'anime, videojocs i novel·les. Les històries se centren en les activitats de la "secció 9 de seguretat pública", una unitat antiterrorista, en un Japó futurista d'estètica cyberpunk. Originalment era un manga seinen (per a adults) creat pel dibuixant japonès Masamune Shirow el 1989 i publicat per entregues a la revista "Young Magazine" de l'editorial Kōdansha. Masamune Shirow és també el creador de Dominion Tank Police i d'Appleseed, entre d'altres, i és molt conegut també per les seves il·lustracions de caràcter eròtic (com a Intron Depot i Intron Depot 2). La primera pel·lícula és considerada, junt amb l'adaptació cinematogràfica d'Akira de Katsuhiro Otomo com un dels grans referents del cinema de ciència-ficció japonès a escala mundial. Se'n va fer una versió 2.0, amb un nou enregistrament i noves mescles del doblatge i de la música fetes a l'Skywalker Sound, i amb nous efectes i elements infogràfics que va ser estrenada al Japó el 2008.

## Argument
Ambientada en el segle xxi, Ghost in the Shell (GitS per a abreujar) es presenta en una primera lectura com un thriller futurista d'espionatge, en narrar les missions de Motoko Kusanagi, la Comandant a càrrec de les operacions encobertes de la "Secció Policial de Seguretat pública 9" o simplement "Secció 9", especialitzada en crims tecnològics. La mateixa Kusanagi és un cyborg, un cervell humà en un cos artificial, cosa que li permet ser capaç de realitzar fetes sobrehumanes especialment requerides per a la seua labor.

## Impacte i influència
La pel·lícula Matrix de les germanes Lana i Lilly Wachowski està inspirada parcialment en la primera pel·lícula de Ghost in the Shell, tal com han declarat ells mateixos en diverses ocasions.
El 2008 la productora nord-americana Dreamworks va aconseguir els drets per a fer-ne una pel·lícula d'imatge real. El 2009 van anunciar que havien contractat a Laeta Kalogridis per a fer-ne el guió.

### A Catalunya
Les dues pel·lícules de Mamoru Oshii, com moltes altres del director, es van presentar a la Secció Oficial del Festival de Sitges, la primera, Ghost in the Shell, guanyant premis a la Secció Oficial i la segona, Ghost in the Shell 2: Innocence, el desembre del 2004, guardonada amb el premi Orient Express-Casa Àsia.